# Olavi Rokka
Olavi Rokka (n. 9 august 1925, Viipuri, Viipuri Province⁠(d), Finlanda – d. 21 decembrie 2011, Hyvinkää, Finlanda) a fost un sportiv ce a reprezentat Finlanda, medaliat olimpic. A participat la o ediție a Jocurilor Olimpice (1952) în care a câștigat o medalie de bronz.

## Participări
Lista de mai jos prezintă principalele competiții la care a participat Olavi Rokka de-a lungul carierei.
- Nykyaikainen viisiottelu kesäolympialaisissa 1952[*]